# Ingen rövare finns i skogen
Ingen rövare finns i skogen är en svensk kortfilm från 1989 i regi av Göran Carmback, med manus av Astrid Lindgren.

## Handling
Medan mormor steker plättar, leker Peter med sin knallpulverpistol. I hans mammas gamla dockskåp sitter dockan Mimmi. Plötsligt får hon liv och börjar tala, och Peter befinner sig inne i dockskåpet hos henne. Ute i skogen lurar rövarhövdingen Fiolito med sina fyrtio rövare för att stjäla Mimmis pärlhalsband. Det dröjer inte länge förrän Fiolito bryter sig in genom fönstret.

## Om filmen
Ingen rövare finns i skogen hör till de pjäser Astrid Lindgren skrev direkt för Vår Teater. Men berättelsen finns även både i novellform i sagosamlingen Nils Karlsson Pyssling och utgiven som en egen sagobok illustrerad av Ilon Wikland.[källa behövs]

## Rollista
- Daniel Rausch – Peter
- Maja Holmberg – Mimmi
- Per Oscarsson – Fiolito
- Birgitta Valberg – mormor